# Conus knudseni
Espèce
Conus knudseni est une espèce de mollusques gastéropodes marins de la famille des Conidae.
Comme toutes les espèces du genre Conus, ces escargots sont prédateurs et venimeux. Ils sont capables de « piquer » les humains et doivent donc être manipulés avec précaution, voire pas du tout.

## Taxonomie

### Publication originale
L'espèce Conus knudseni a été décrite pour la première fois en 1982 par le malacologiste Finn Sander dans la publication intitulée « The Veliger »,.

### Synonymes
- Sandericonus knudseni (Sander, 1982) · non accepté